# Bo Burnham
Robert Pickering Burnham, né le 21 août 1990, est un comédien de stand-up américain, auteur-compositeur-interprète, musicien, rappeur, acteur, réalisateur et scénariste.

## Biographie
Burnham se fait connaître en publiant sur YouTube, à partir de mars 2006, des vidéos dont le succès d'audience - sa première chanson sur Youtube My whole family... a atteint les 10 millions de vues et sa chaine YouTube totalise 3,34 millions d'abonnés - lui assure une notoriété conséquente.
Il signe un contrat de cinq ans avec Comedy Central Records et publie son premier EP, Bo Fo Sho, en 2008. Son second album sort en 2010. Ses premières chansons sont humoristiques et légères mais il aborde également des questions sérieuses avec humour comme la place et le rôle de l'artiste et de l'industrie musicale. La même année, il produit son premier spectacle, Words Words Words, diffusé en live sur Comedy Central. Son troisième album et son second spectacle, what, sortent en 2013, relayés sur sa chaîne YouTube et sur Netflix aux États-Unis. Il sort la même année son recueil de poèmes Egghead or You can't survive on ideas alone illustré par Chance Bone et la série qu'il a co-créée et dans laquelle il tient le rôle principal diffusée sur MTV Zach Stone Is Gonna Be Famous (en). Son troisième spectacle, Make Happy est sorti en 2015 sur Netflix. Le spectacle mélange des chansons humoristiques et sarcastiques, du stand-up et plusieurs parties plus sérieuses où il évoque ses angoisses et anxiétés sociales, des questions relatives à la société de l'image et de la performance et où il tourne en dérision avec sarcasme certaines tendances de l'industrie télévisuelle et musicale.
En 2018, Burnham réalise le film Eighth Grade, dont il est aussi le scénariste et où il aborde la question de l'anxiété sociale et les difficultés à être adolescent via le personnage principal de Kayla, 13 ans, durant ses dernières semaines de collège avant son entrée au lycée,. Le film a été unanimement acclamé et a reçu plusieurs récompenses de la Writers Guild of America pour le meilleur scénario originale et de la Directors Guild of America pour la meilleure réalisation pour un premier film,.

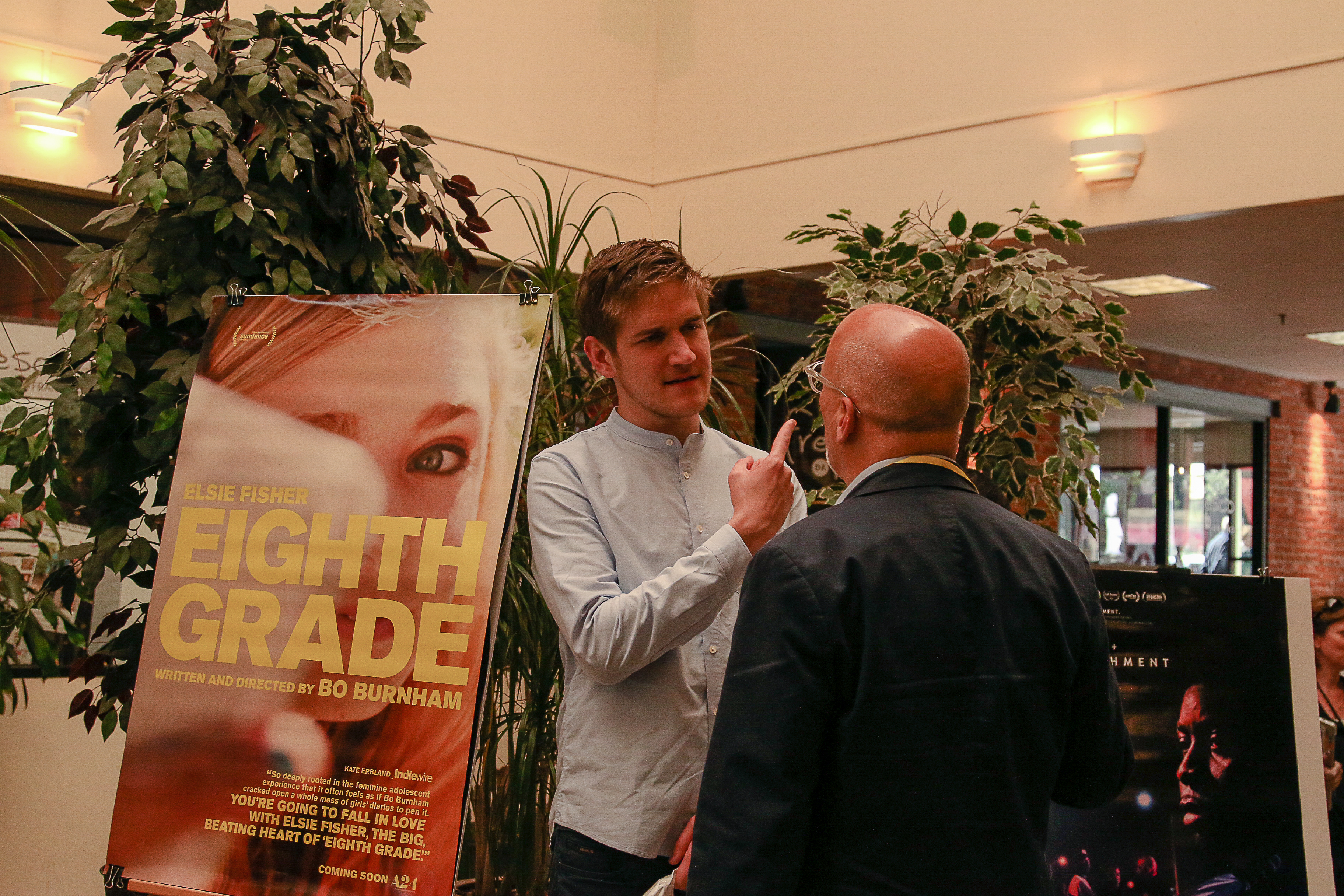
Bo Burnham au Montclair Film Festival 2018 pour son film Eighth Grade

En 2021, il sort Inside, sur la plateforme Netflix, qui reçoit de bonnes critiques sur les réseaux sociaux, de Sam Riegel, Jack Howard, Jim Beaver ou encore Donald Orr. Le spectacle d’humour écrit, monté, filmé et réalisé par Bo Burnham lors de la pandémie de COVID-19, s’intéresse aux thèmes de la solitude, de l’anxiété, de l’introspection, des inégalités sociales et de plusieurs autres enjeux contemporains. Inside fait souvent des clins d’œil aux réalisations antérieures de l’artiste, comme le spectacle Make Happy (2015). Fidèle à ses origines, Burnham allie one-man-show et numéros musicaux. On remarque une meilleure production musicale dans Inside comparativement à ses autres spectacles en direct. Bien qu’Inside soit avant tout une critique sociétale, ce dernier sert également d’autocritique de l’auteur. Bo Burnham exprime sa culpabilité d’avoir fait son nom grâce à un humour offusquant et immature à ses débuts sur YouTube. Dans la chanson Problematic, Burnham demande d’être tenu responsable de son passé et s’excuse de ses erreurs de jeunesse, sans vouloir utiliser cette dernière comme justification. Inside est un poioumenon, c’est-à-dire une œuvre qui a comme thème central sa propre création. Le téléspectateur assiste à la réalisation du projet, y compris ses erreurs de montage, faux raccords ou mauvaises prises. Le passage du temps est manifeste, tant par l’apparence physique de Bo Burnham (cheveux et barbe), mais surtout par la santé mentale de ce dernier qui chute considérablement au fur et à mesure du spectacle. Bo perd tout enthousiasme à continuer le projet, s’effondrant en larme et étant pris de crises de panique durant certaines scènes.
Inside a reçu la note de 95% sur Rotten Tomatoes, en plus d’être nommé pour 6 prix aux Emmys, en remportant 3.

## Influences
Ses influences principales sont Steve Martin, Hans Teeuwen, George Carlin, Mitch Hedberg, Anthony Jeselnik, Tim Minchin, Bill Bailey, Reggie Watts, Sean Cullen, Zach Galifianakis, Patton Oswalt, Maria Bamford, Tim Vine, Tim Key, Demetri Martin et Flight of the Conchords,.

## Tournées
En 2009, il fait sa première tournée américaine Bo Burnham: Fake ID dans des lycées et universités, clubs et théâtres suivie par une autre tournée en 2010, Bo Burnham and (No) Friends reprenant partiellement son set précédent.
En 2011-2012, sa tournée Bo Burnham Live comprend plusieurs dates nationales et en Angleterre,. Sa tournée Bo Burnham: what. rassemble des chansons et sketchs constituant un spectacle à part entière et non plus une succession de chansons humoristiques. Il est ensuite mis en ligne sur sa chaîne YouTube gratuitement.
Sa tournée 2015-2016 Bo Burnham : Make Happy présente son spectacle le plus abouti qui est diffusé sur Netflix,.

## Discographie
Il sort 5 albums avec le label Comedy Central Records :
- 2008 : Bo fo Sho[22]
- 2009 : Bo Burnham[23]
- 2010 : Words, Words, Words
- 2013 : what.
- 2021 : Inside (The Songs)

## Filmographie

### Acteur
- 2009 : American Virgin[24] de Clare Kilner : Rudy
- 2009 : Funny People[24] de Judd Apatow : Yo Teach! cast member
- 2011 : Bon à tirer de Peter et Bobby Farrelly : Le barman
- 2012 : Adventures in the Sin Bin[25] de : Tony
- 2017 : The Big Sick de Michael Schowalter : CJ
- 2017 : Pire Soirée[26] de Lucia Aniello : Tobey
- 2020 : Promising Young Woman d'Emerald Fennell[27] : Ryan
- 2021 : Inside de Bo Burnham

### Réalisateur et scénariste
- 2018 : Eighth Grade[28]
- 2021 : Inside

## Spectacles de stand-up
- 2009 : Comedy Central Presents[29]
- 2010 : Bo Burnham: Words, Words, Words
- 2013 : Bo Burnham: what.
- 2016 : Bo Burnham: Make Happy[30]
- 2021 : Bo Burnham: Inside[31]

### Réalisateur
- 2017 : 8 de Jerrod Carmichael[32]
- 2018 : Tamborine de Chris Rock[33]

## Émissions de télévision

### Cocréateur, auteur et producteur exécutif
- 2013 : Zach Stone Is Gonna Be Famous - 12 épisodes diffusés sur MTV

### Acteur et voix
- 2014 : Parks and Recreation[34] de Greg Daniels et Michael Schur sur le réseau NBC : Chipp McCapp (Episode : Flu season 2 - épisode 19 saison 6)
- 2015 : Key and Peele[35] par le duo Keegan-Michael Key et Jordan Peele : Lyle (épisode A Cappella Club)
- 2015 : Kroll Show[36] de Nick Kroll : Diz (2 épisodes)
- 2016 : We Bare Bears[37] de Daniel Chong : Andrew Bangs (voix) (Episode : Nom Nom's Entourage)
- 2017 : Comrade Detective[38] de Brian Gatewood et Alessandro Tanaka : Sergiu (voix) (Episode : The Invisible Hand)

## Récompenses
Il a été nommé pour le principal prix du Edinburgh Comedy awards en 2010 et a gagné le prix Edinburgh Comedy Awards' panel et le prix Malcolm Hardee "Act Most Likely to Make a Million Quid".
Pour le film Eighth Grade, il a reçu de nombreuses récompenses et nominations nationales et internationales (voir la section Récompenses du film)